# ملانی بیرینگر
ملانی بیرینگر آلمانی: Melanie Behringer؛ زادهٔ ۱۸ نوامبر ۱۹۸۵) یک بازیکن زن فوتبال اهل آلمان است که به عنوان هافبک برای تیم بایرن مونیخ و تیم ملی آلمان بازی می‌کند.

## پیشه

### باشگاهی
بیرینگر کار خود را با بازی برای باشگاه‌های فوتبال اس پی وی جی جی اوتزنفیلد و اف سی آوزن آغاز کرد. در سال ۲۰۰۳ او به باشگاه فوتبال فرایبورگ پیوست. او اولین حضور خود در بوندس‌لیگا را همراه با تیم فرایبورگ تجربه کرد و برای این تیم ۵ فصل پیاپی بازی کرد. برای فصل ۹–۲۰۰۸ بیرینگر به بایرن مونیخ ترانسفر شد؛ و در اولین دوره حضورش در بایرن فصل را در ردهٔ پنجم جدول بوندس لیگا به پایان رساند. پس از دو فصل
و در سال ۲۰۱۰ بیرینگر به تیم اف. اف. سی فرانکفورت که رقیب بایرن در بوندس لیگا بود پیوست. او در سال ۲۰۱۱ جام حذفی فوتبال آلمان را همراه با فرانکفورت و با پیروزی بر توربین پوتسدام در فینال بدست آورد.

### بین‌المللی
در سال ۲۰۰۴ بیرینگر همراه با تیم ملی آلمان قهرمان لیگ قهرمانان اروپا زیر ۱۹ سال زنان شد. بعد از آن و در همان سال قهرمانی جام جهانی فوتبال زنان زیر ۲۰ سال را بدست آورد. وی در هر سه بازی مرحلهٔ حذفی که شامل فینال می‌شد موفق به گلزنی شد. اولین حضور او در تیم بزگسالان آلمان در ژانویه سال ۲۰۰۵ و در مقابل تیم چین بود. او یکی از اعضای تیم فوتبال آلمان در جام جهانی فوتبال زنان ۲۰۰۷ بود که موفق به کسب عنوان قهرمانی این رقابتها شد. وی در هر شش بازی از ابتدا حضور داشت. بیرینگر همراه با تیم آلمان در المپیک ۲۰۰۸ موفق به دریافت مدال برنز این رقابتها شد. وی همچنین قهرمانی جام یوفا ۲۰۰۹ را نیز با این تیم بدست آورده‌است. او در دیدار پایانی یک گل از راه دور به ثمر رساند که به عنوان گل ماه آلمان نیز انتخاب شد. ملانی برای جام جهانی فوتبال زنان ۲۰۱۱ به تیم ملی آلمان دعوت شد.